# X10 (informatique)

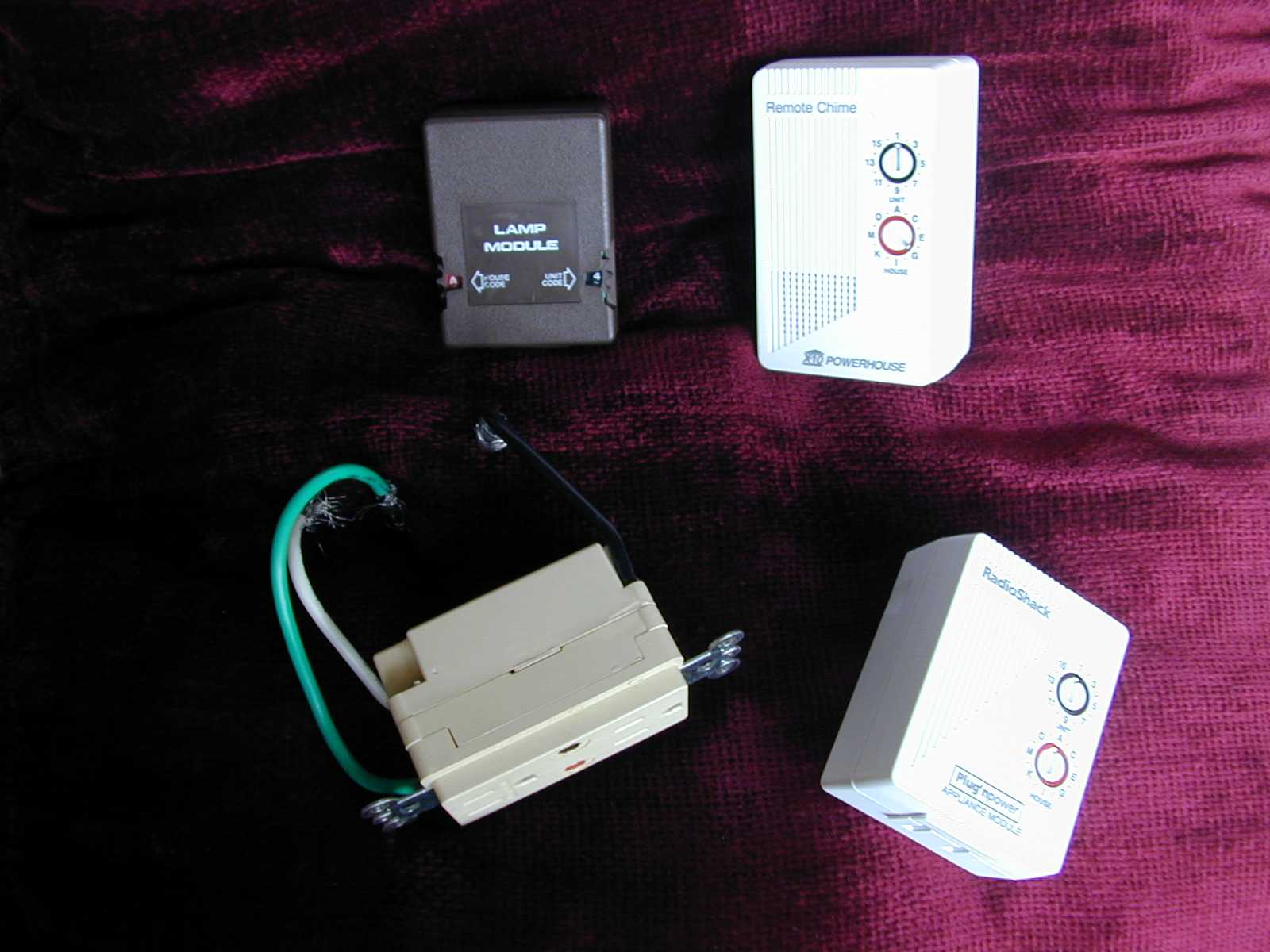
Exemple de modules X10

Pour les articles homonymes, voir X10.

## Historique
Le système X10 a été développé en 1975. Ce système est le fruit des travaux effectués par la société écossaise Pico Electronics dans le but de pouvoir contrôler différents appareils électriques au sein d’une habitation.

## Caractéristiques techniques

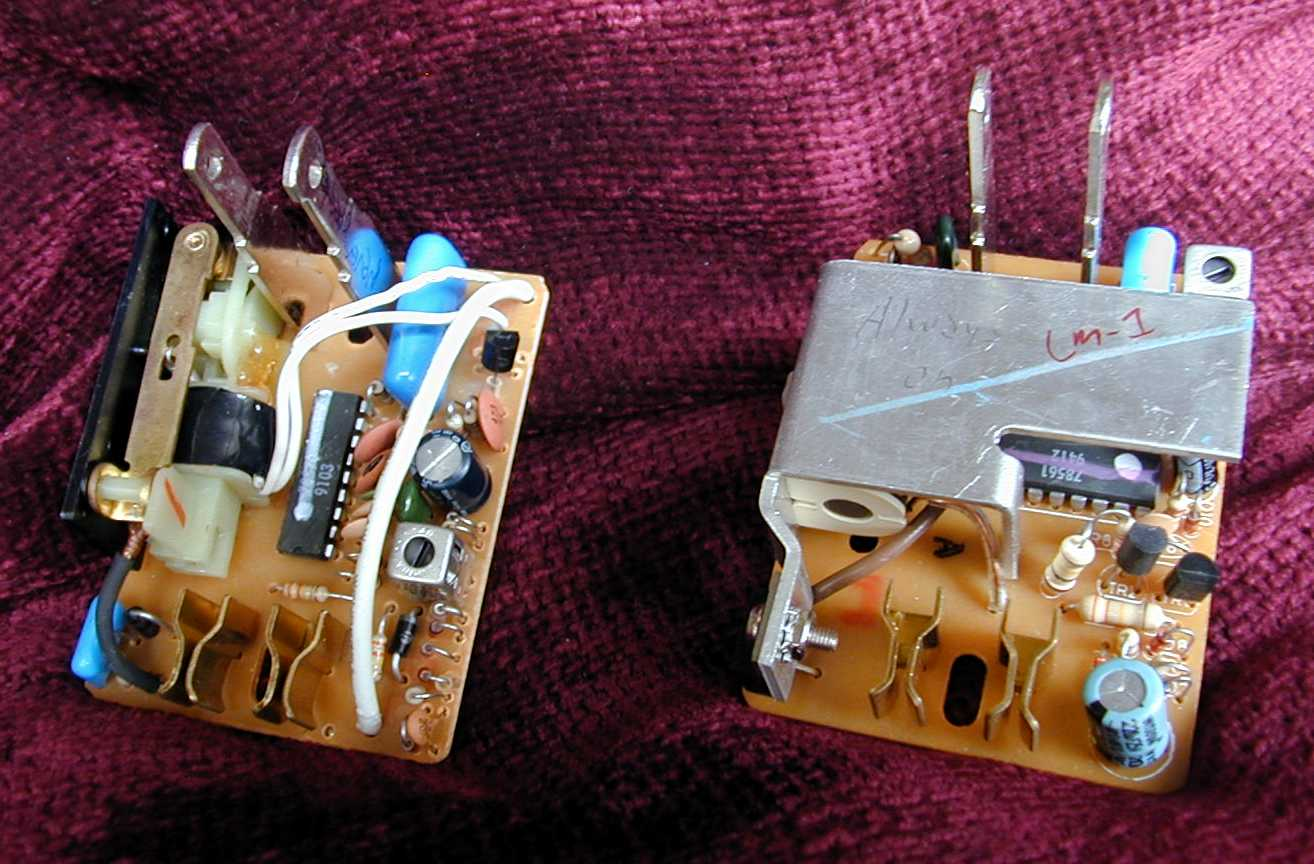
Modules X10

Le signal numérique envoyé dans le courant secteur alternatif (230 V ou 120 V selon les pays) est codé et transmis à une fréquence de 120 kHz à chaque passage à zéro du courant alternatif du secteur (50 Hz ou 60 Hz selon les pays).
La trame est structurée avec une partie adresse et une partie commande envoyée à tous les récepteurs en même temps. Seuls les récepteurs correctement adressés exécutent les ordres donnés. Les différents ordres envoyés peuvent être :
Le protocole X10 est constitué de paquets de 4 bits « house » (code « maison » de A à P) suivis de 4 bits « unit » (code « unité » de 1 à 16) suivis de 4 bits commande. Ce qui offre 256 possibilités d'adressage différentes pour chaque module domotisé.
Chaque signal est envoyé plusieurs fois pour pallier d'éventuels échecs de transmission.

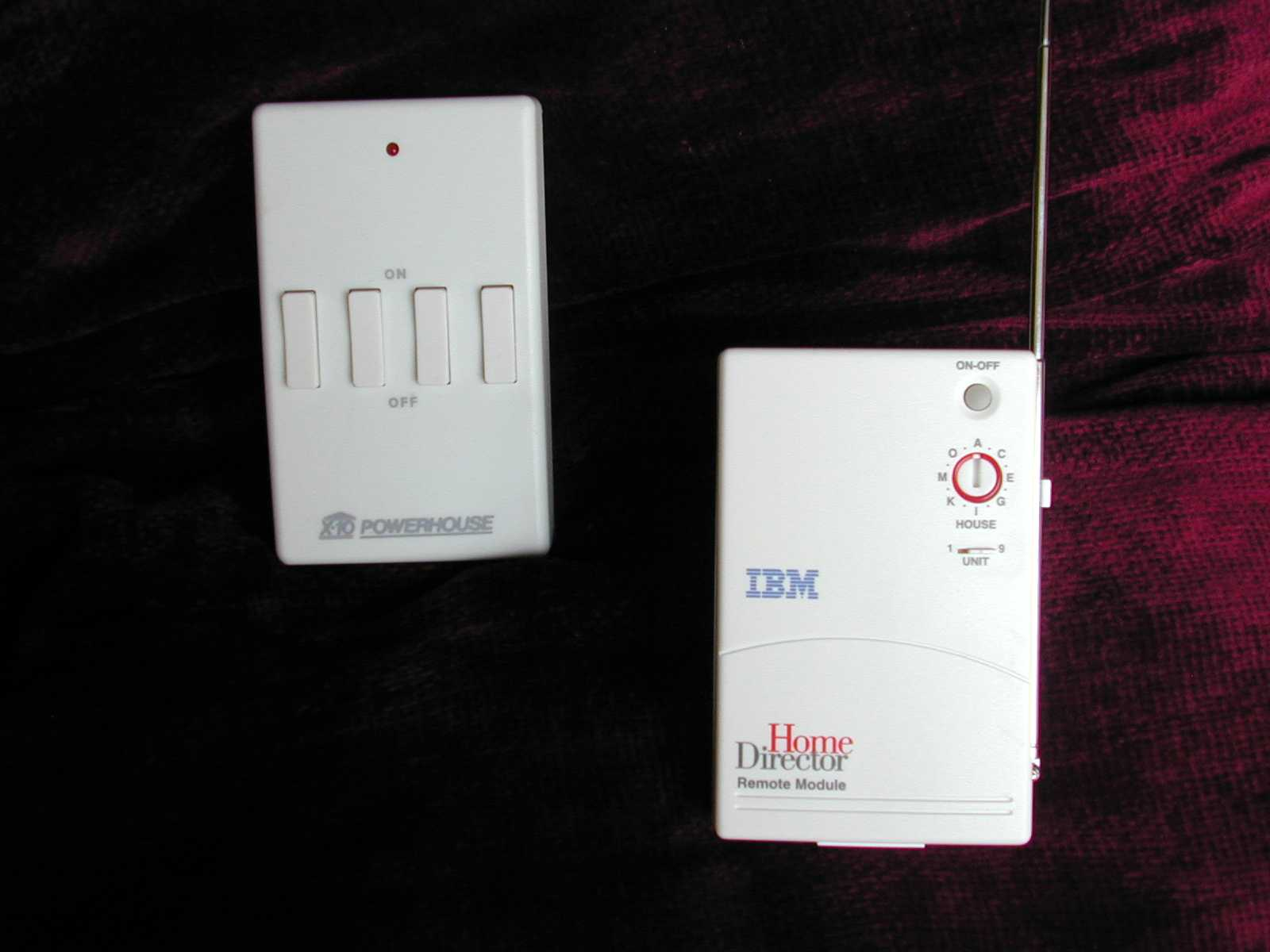
Télécommande et module convertisseur radio/porteuse

## Le protocole radio
Les modules de la gamme X10 peuvent être couplés avec des télécommandes radio qui donnent des ordres à des modules pilotés par courants porteurs par l'intermédiaire d'un convertisseur fréquence radio (433 MHz) en fréquence porteuse.

## Centrale de commande domotique X10
Il existe toute une gamme de centrales de commande domotique, des plus simples à des modèles plus évolués gérés par micro-informatique depuis des logiciels sous Windows, Linux ou Mac OS, etc. Certaines centrales d'alarme permettent d'envoyer des ordres en X10 (simulation de présence, fermeture des volets en cas d'alarme, etc.) ; certaines sont accessibles par téléphone permettent de piloter les appareils reliés au réseau X10 (lumières, volets, chauffages, etc.) via les touches du téléphone.

## Les modules X10
Il existe des modules contrôleurs et d'autres récepteurs.
Les modules contrôleurs permettent d'envoyer des ordres en X10 sur le réseau filaire à destination des récepteurs : centrale domotique, récepteur radio convertissant les ordres radio en X10, interface informatique (PC en USB ou série), programmateur horaire, module universel (contact sec pour capteur), module d'échange pour les systèmes non X10, etc.
Les modules récepteurs reçoivent les ordres X10 et actionnent l'élément raccordé (lumière, volet, chauffage ou tout appareil sur une prise X10 tel que cafetière, machine à laver...). Ces modules peuvent prendre la forme d'une sur-prise type prise contre la foudre (pour les appareils et les lumières), d'une douille, d'un interrupteur mural (lumière, volet), d'un module encastrable derrière un interrupteur existant, et même de module rail DIN à installer dans le tableau électrique (télé-contacteur, télévariateur).
Les modules récepteurs sont adressables : l'adresse est constituée d'un code « maison » (A à P) et d'un code « unité » (1 à 16). Plusieurs récepteurs peuvent avoir la même adresse afin de les actionner en même temps. On peut avoir jusqu'à 256 adresses différentes.
Il existe également d'autres modules spécialisés pour certaines fonctions sur les ordres X10 : filtres, coupleurs de phase, répéteurs...
Le module interface informatique permet également de faire des programmations horaires et d'enregistrer des commandes « macro » en mémoire non volatile (suite de commande simple, par exemple fermer le volet 1 puis le volet 2). Ce module fonctionne même PC éteint.

## Les avantages du X10
Le protocole X10 possède certains avantages :
- X10 reste le protocole le moins cher dans le domaine des automatismes résidentiels.
- La longévité de la technologie: Le X10 est utilisé depuis plus de 20 ans (Amérique du nord principalement)
- Une communauté d'utilisateurs et de développeurs actifs, et de nombreux logiciels de gestion domotique payants, gratuits, et même open-source en licence GPL. L'accès direct gratuit au protocole X10 est possible et est décrit sur les sites spécialisés.
- Une ouverture sur de nombreux systèmes : de nombreuses centrales d'alarme de marques différentes proposent de piloter des modules X10 (simulation de présence, etc.), pilotage des ordres X10 depuis un PC avec de nombreux systèmes d'exploitation différents, pilotages des ordres X10 par téléphone et par onde radio.
- Une bonne distribution des produits: on trouve les produits X10 en vente sur des sites internet et dans les magasins spécialisés (électronique, etc.)
- Une infrastructure souple : il existe des modules qui se posent sur rail DIN ainsi que des modules dits ambiants (exemple : prise gigogne).

## Les inconvénients de X10

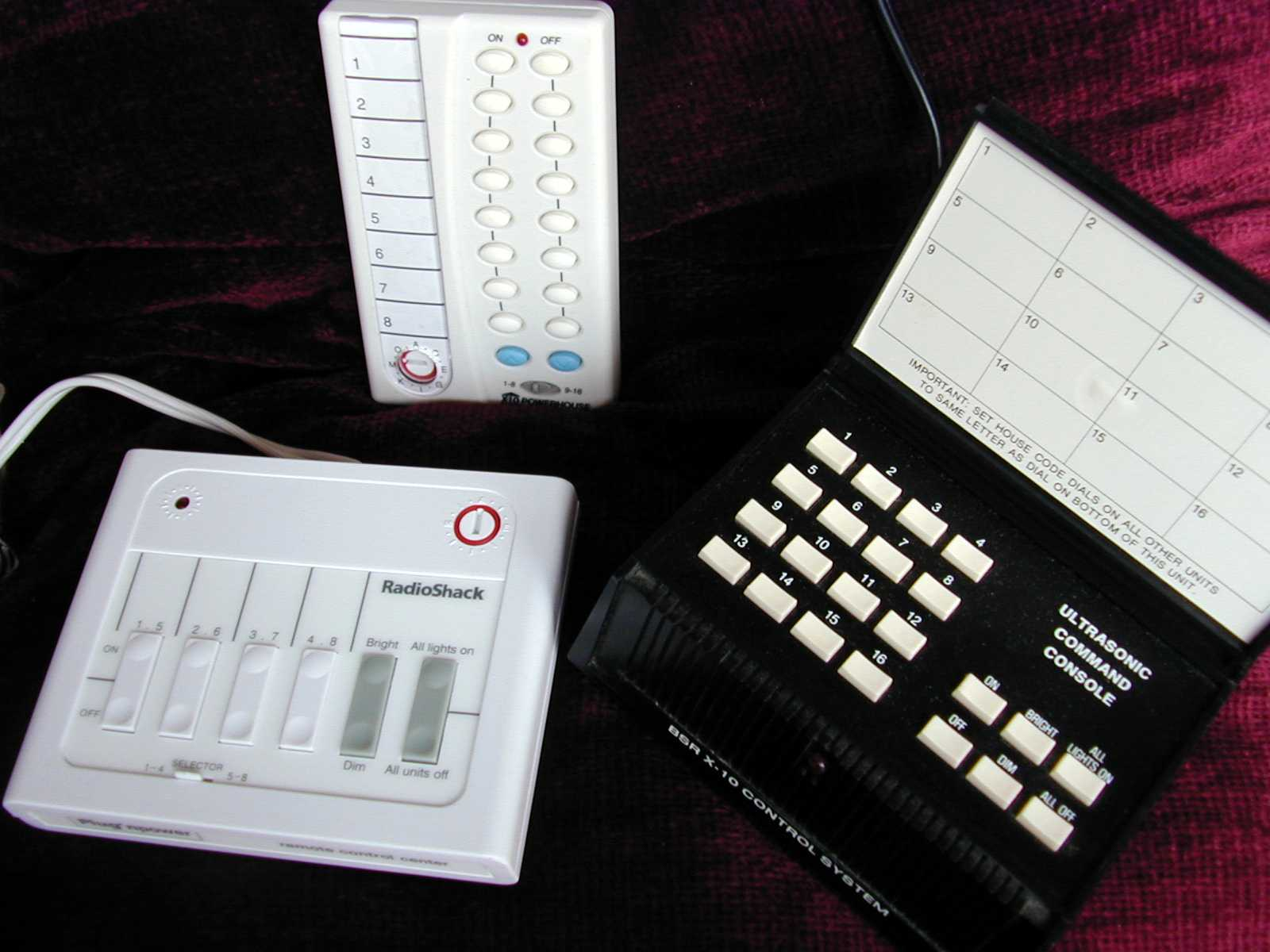
Centrale domotique X10

Le protocole X10 souffre de certains inconvénients :
- la sécurité des installations : toute personne possédant l'accès à une partie de l'installation électrique peut envoyer des ordres X10.
- Une incompatibilité entre des gammes de produits internationaux dans la mesure où beaucoup de pays ont des réseaux d'alimentation électrique très différent comme la France et les États-Unis par exemple avec 230 V~ 50 Hz pour la France et 110 V~ 60 Hz pour les États-Unis avec des types de prises différentes qui impliquent certaines modifications importantes de chaque module en cas d'importation. Il est conseillé d'acheter ses produits sur son continent et vérifier le type de prise utilisé pour l'appareil.
- Pas d'accusé de réception de l'ordre émis.
- De nombreux appareils électroniques modernes du commerce tels que des téléviseurs, micro-ordinateurs, récepteurs satellite, etc. peuvent induire des perturbations ou des filtrages des trames X10 dans le courant secteur via leur alimentation à découpage par exemple qui brouille les signaux X10 de façon difficilement détectable. La conséquence est que certains modules peuvent interpréter des perturbations comme des ordres (ce qui provoque par exemple l'allumage de lumières en plein milieu de la nuit).
- Un filtre X10 prévu à cet effet est censé filtrer toute forme de perturbation ou isoler électriquement tout élément potentiellement perturbateur.
- Le signal X10 ne peut pas passer à travers un transformateur ou une alimentation triphasée (à moins d'utiliser des coupleurs de phase type FD10).
- Les signaux X10 doivent être filtrés à l'entrée ou sortie d'un domicile pour ne pas circuler sur les installations voisines et vice-versa (non obligatoire mais recommandé).
- Il n'est possible d'envoyer qu'un seul ordre à la fois sur le secteur sous peine que ceux-ci se percutent et s'annulent mutuellement. Les collisions ne sont en effet pas gérées par le protocole.
- La transmission d'un ordre X10 est lente. Il faut compter en moyenne 1 seconde pour transmettre un ordre. Ceci est dû au faible débit (50 bit/s) disponible.
- Pour installer des récepteurs X10 encastrés sur un réseau électrique existant (interrupteur mural par exemple), il faut vérifier que le neutre arrive également au niveau de l'interrupteur à remplacer car X10 a besoin du neutre pour circuler. L'idéal est d'installer les modules X10 sous forme de module rail DIN sur le tableau électrique afin d'avoir un libre choix des interrupteurs muraux parmi tous les constructeurs du marché (en bouton poussoir pour un télévariateur ou télécontacteur).
- Le X10 est un standard industriel, non une norme. Des différences existent donc entre constructeurs, qui peuvent rendre l'interopérabilité impossible.
- Des incompatibilités sont suspectées vis-à-vis du réseau électrique, la plupart des modules vendus ne portent aucune indication de validation de compatibilité électromagnétique (NF ou CE). Certains scientifiques ont émis des inquiétudes quant aux niveaux des signaux de communications, jugés supérieurs aux normes en vigueur au sein de l'Union européenne.
- Fonctions limitées : X10 étant vieillissant, de nombreux constructeurs le délaissent au profit de normes plus fiables et complètes. Les fonctions disponibles sont donc restreintes principalement à l'éclairage et aux contacts secs.